# 벤저민 브리스토
벤저민 헬름 브리스토(Benjamin Helm Bristow, 1832년 6월 20일 ~ 1896년 6월 22일)는 미국의 법조인이며 공화당 정치인으로 초대 법무국장 (1870년 ~ 1872년)과 30대 재무장관 (1874년 ~ 1876년)을 지냈다. 켄터키주에서 지방 검사로서 쿠 클럭스 클랜과 싸우고 재무장관으로서 위스키 링 사건을 진압하였다.

## 어린 시절
켄터키주 엘크턴에서 프랜시스 M. 브리스토와 에밀리 E. 헬름의 아들로 태어났다. 지도적인 변호사이자 구역의 정치인이었던 그의 부친은 2번이나 의회 (1854년 ~ 55년, 1859년 ~ 61년)에 앉았고 첫 휘그당원이자 후에 노예제를 반대한 연방주의자였다.
1851년 펜실베이니아주에 있는 제퍼슨 칼리지를 졸업한 후, 벤저민 브리스토는 자신의 부친의 사무실에서 법률을 수학하였다.
부친의 사무실에서 법률을 수학한 후, 브리스토는 1853년 켄터키주 법정 협회로 수용되어 부친과 함께 법률을 실행하였다.

## 남북 전쟁

남북 전쟁 중의 샤일로 전투

1858년 그는 법률 관행을 위하여 켄터키주 홉킨스빌로 이사하여 남북 전쟁이 시작되었을 때 거기에 있었다. 열렬한 연방주의자로 지낸 브리스토는 켄터키 25 보병 연대 모집에 원조하였고, 1861년 9월 20일 그 중령으로서 복무에 소집되었다. 포트도널슨과 다른 곳에서 싸운 후, 그는 자신의 연대가 너무 심하게 잘려서 다른 연대와 합쳐진 샤일로 전투에서 포탄의 폭발과 함께 심각한 상처를 입었다.
회복에 브리스토는 켄터키 8 기마대를 키우는 도움을 주어 그 중령이 되었고 1863년 4월 1일 대령으로 진급되었다. 그는 많은 작은 접전들에서 싸웠고 그해 여름 오하이오주 웰스빌에서 모건의 급습자들이 사로 잡혔을 때 거기에 있었다. 소장으로서 명예 진급이 제공된 그는 겸손하게 거부하였다. 브리스토의 전쟁 복무는 전 주지사 존 A. 위클리프가 에이브러햄 링컨의 해방 선언과 다른 대책들로 결성된 반대를 이끌고 있던 켄터키주의 정치에서 강한 합중국 남성들을 위한 필요성에 의하여 단축되었다.

## 켄터키주 정치
1863년 8월 자신의 지식없이 브리스토는 크리스천군으로부터 주의 연방 상원으로 선출되었다.
비상 사태를 깨닫은 브리스토는 12월 다소 마지못해 받아들여 자신의 의석을 차지하였다. 그는 전체의 합중국의 법의 제정들을 지지하여 미국 헌법 수정 제13조의 비준을 위하여 노력했고 링컨의 재선을 위한 활동적인 일꾼이었다.
1865년 상원으로부터 사임을 한 그는 루이빌로 이주하여 거기서 즉시 보조 검사로 임명되었으며 다음 봄 (1866년 5월 4일) 그는 켄터키주의 지방 검사로 만들어졌다. 이 시간에 그는 더욱 긴급 상화에 더욱 큰 역할을 해야 했다.

## 초대 법무국장
켄터키주는 유감스러운 상태에 있었다. 심한 사기들이 국세청에 실행되었던 동안 쿠 클럭스 클랜 폭력, 자발적인 인종 충돌, 그리고 연방주의자와 전 분리주의자들 사이에 대립들이 일상적인 일들이었다. 브리스토는 특질이 있는 정력과 결심과 함께 활동하였다.
그는 쿠 클럭스 클랜의 신경을 흔들면서 특히 효과적인 살인으로 하나의 주요 판결인 첫 집행 행위 아래 다양한 범죄들에 관한 29개의 유죄 판결을 얻게 하였다. 유색인들의 생활과 재산들은 빠르게 안전해졌다.
불법 위스키 증류업자들을 공격한 그는 술 주식의 100개 이상의 몰수를 얻었다. 브리스토가 보여준 실력과 용기는 국민의 주목을 끌었고, 한번 더 높은 연방 직무로 이끌었다.
율리시스 S. 그랜트 대통령은 브리스토를 첫 재직자로 임명하였다. 그는 많은 의견들을 썼고 미국 대법원 앞에서 몇몇의 중요한 헌법적 사건들에 주장들을 만들어 연방 법학 숙달로 명성을 얻었다.

## 재무장관

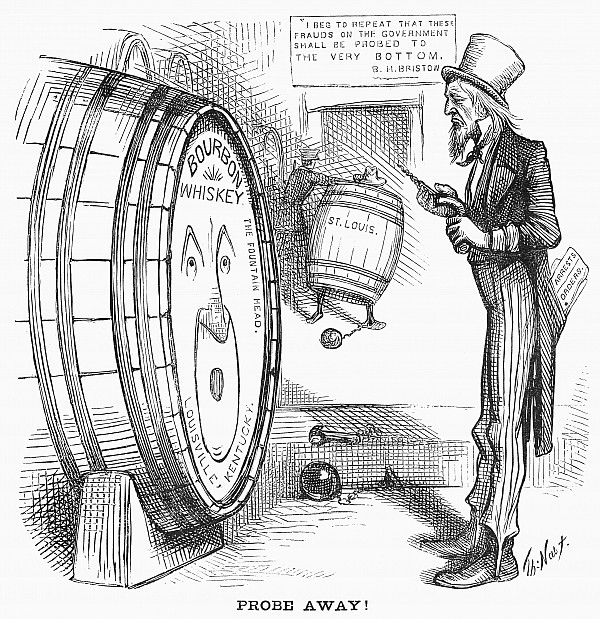
"멀리 조사해라!" (위스키 링 사건을 표사한 하퍼스 위클리의 삽화, 1876년 토머스 내스트 작)

1872년 11월 12일 그는 텍사스 앤드 퍼시픽 철도의 고문으로서 보수가 높은 곳을 받아들이는 데 직무를 그만 두었으나 자신의 취향들이 법적 업무를 위한 것이었던 동안 필요한 노동력이 행정이었던 것으로 이 단계를 실수로 찾아냈다. 켄터키주로 돌아온 그는 다시 법률을 관행하였고 1874년 7월 3일 그랜트 대통령은 그를 재무장관으로 임명하였다. 그의 전임자 윌리엄 리처드슨이 접촉 스캔들에 의하여 심각하게 손상을 입은 이 임명은 재무부의 절실히 필요했던 개혁들을 약속하면서 언론의 환호를 받았다. 빠른 속도로 이 약속은 이루어졌다.
과감한 개편은 통과되었다. 앨프레드 B. 뮬렛에 의하여 이름나게 만들어진 감독 건축실은 폐지되었고, 두번째로 감사관과 그의 주요 부하들은 비효율성으로 기각되었고, 형사는 흔들렸으며 새로운 재무장관은 관습들과 국세청 둘다에서 다수의 수집 구역들을 합병 정리하였다. 동시에 그는 정금 지급 재개를 위하여 격렬하게 주장하였다. 그러나 그의 최고 업무는 악명높은 위스키링 사건에 있었다.
이것은 위스키 세금의 회피를 위하여 국세청에서 서부 증류업자들과 그들의 제휴들에 의하여 고안된 권력적이자 부패적인 기관이었고, 그 활동들의 정통 지식에 불구하고 난공불락 같았다.
세인트루이스 민주당원의 소유자 조지 W. 피시백은 그 도시에서 위스키링을 공격하는 최고 의미들에 브리스토를 조언하였다. 탐지 작업은 재무부의 외부에서 전체적으로 그들에게 할당되었고, 지시들은 재무부의 암호로부터 다른 함호에 주어졌으며 완전한 비밀을 유지하면서 사기에 대량의 증거가 쌓였다. 시카고와 밀워키에서도 비슷한 작업이 이루어졌다.
1875년 5월 10일 이 3개의 도시들에서 의심되는 양조장과 정류 주택들은 전부 압수되었고 위스키 링 사건은 한번에 산산조각이 났다. 책과 신문들은 개인의 죄책감을 증명하는 것으로 밝혀졌다. 250개에 가까운 민사 및 형사 소송들이 즉시 제정되었다. 한해 안에 브리스토는 3백 1십 5만 달러를 복구하는 조치를 취하였고, 176명의 남성들을 기호하였으며 110개의 선고들을 획득하였다. 필사적으로 반격한 위스키 링 사건은 브리스토에 대항하는 그랜트 대통령의 마음을 독살하는 데 약간의 성공을 추구하였다. 법무장관의 직무를 통하여 그들은 위스키 링 사건의 파괴를 완료하는 데 장관의 노력들을 방해할 수 있었고, 능숙한 조작으로 그들은 브리스토가 공화당 후보 지명을 계획으로 자신의 직무를 사용하고 있었던 것을 믿도록 그랜트를 권유하였다.

## 이후의 생애

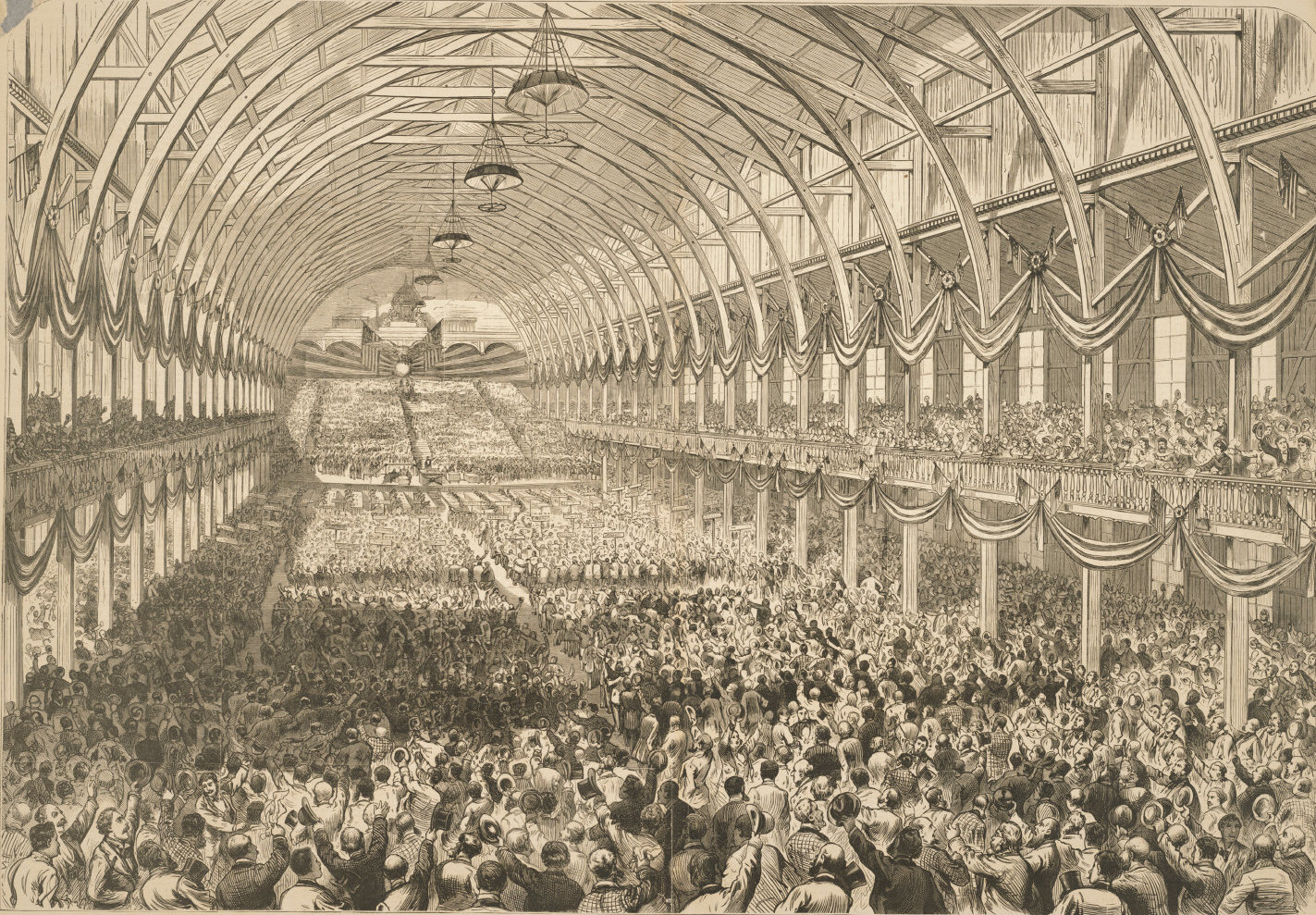
1876년 신시내티에서 열린 공화당 전당 대회

그의 사임은 사실상 대통령에 의하여 강요되었고 1876년 7월 17일에 넘겨졌다. 한해의 시작 이래 그는 대통령직을 위하여 눈에 띄게 언급되었다. 5월 5번가 호텔에서 열린 온건적 공화당원들의 회의는 그를 최고 공화당 후보로 간주하였으나 공개적인 침입을 자제하였다.
존 M. 할란에 의하여 6월 신시내티 전당 대회에서 지명된 그는 첫 비밀투표에 113개의 투표를 받았고, 4번째 비밀투표에 126개의 투표와 함께 제임스 G. 블레인 만의 뒤로 2위에 왔다. 재무부로부터 브리스토의 사임은 2개의 세월이 군사 복무에서 보내진 15년간 세월에 그의 공식적 경력에 막을 내렸다. 1895년 그로버 클리블랜드 대통령은 그에게 베네수엘라 경계 위원회에 회원직을 제공했으나 개인적 이유들로 그는 거절하였다. 1878년 루이빌에서 뉴욕으로 옮겨져 그해 10월 16일 브리스토, 피트, 버넷 앤드 옵다이크의 파트너십을 형성한 그는 동부 법정의 지도자들 중 하나로서 자신의 나머지 일생을 위하여 남아있었다.
확고한 건강 상태에 있던 동안 브리스토는 맹장염에 걸려 1896년 6월 22일 64세 생일을 맞은지 이틀 후에 뉴욕의 저택에서 사망하였다. 그는 브롱크스에 있는 우들랜드 묘지에 안장되었다.

## 성취들
벤저민 브리스토는 미국 대법원 앞에서 많은 사건들을 주장하였고, 변호사들 중에 자신의 개인적 평온, 자신의 주장의 철저함과 친밀함, 그리고 자신이 중요한 지점에 자신을 가둔 실력으로 유명했다. 그의 경력 성취들 중의 하나는 1879년 미국 법정 협회의 2대 회장으로서 선거에 있었고, 많은 세월 동안 지낸 또다른 것은 공무원 개혁 협회의 부회장이었다. 그는 1878년 브리스토, 피트, 버넷 앤드 옵다이크의 파트너십을 형성한 후 동부 법정의 지도자들 중의 하나로 자신의 나머지 일생을 위하여 남아있었다.

## 정치
그의 부친의 반노예제와 휘그당 견해들은 브리스토의 정치적 전망에 강하게 영향력을 주었다. 자신의 정치 생활에 후기에 그는 1876년 공화당 대통령 후보 지명을 위하여 현저한 후보였다. 신시내티에서 열린 1876년 공화당 전당 대회에서 브리스토는 대통령 후보 지명을 위한 강한 경쟁자였으나 자신의 지지를 러더퍼드 B. 헤이스의 뒤로 던져 결국 교착 상태에 절하기로 선택하였다.

## 견해
거래와 재정적 훈련 없이 변호사였어도 그는 부패의 국세청을 제거할 수 있었다. 브리스토는 강력한 정치적 힘에 의하여 지지된 위스키 링 사건을 기각한 자신의 능력을 증명하였다. 그의 고발들은 보호를 지지한 사회적이자 정치적 건장파 공화당원들을 손상키겨 그를 직무에서 물러나도록 강요하였다. 초대 법무국장으로서 남부에서 아프리카계 미국인들이 폭력 보복의 두려움없이 자유롭게 투표할 수 있게 만든 쿠 클럭스 클랜 기소에 원조하였다. 그는 켄터키주에서 남부인으로 태어났으나 뉴욕에서 자신의 일생의 나머지 세월을 살았다.

## 회원 지위
벤저민 브리스토는 미국 법정 협회의 회원이며 많은 세월 동안 공무원 개혁 협회의 회원이었다. 그는 또한 메트로폴리탄, 유니언과 유니언 리그 클럽들의 회원이기도 했다.

## 인격
브리스토는 자신의 동료들에 의하여 간주된 매력적인 인격을 가졌다.

## 가족 관계
1854년 11월 21일 브리스토는 애비 S. 브리스코와 결혼하였다. 부부는 아들 윌리엄 A. 브리스토와 딸 내니 브리스토를 두었다. 윌리엄은 부친의 뉴욕 로펌 브리스토, 옵다이크 앤드 윌콕스에서 일을 한 검사였다. 1896년 6월 윌리엄은 장티푸스로부터 회복했을 때 런던에 있었다.